# ياسر البدوي
ياسر جمعة عبد الرحيم البدوي (1 يناير 1972 - 20 أغسطس 2001) قيادي سياسي وعسكري في حركة فتح ولد في مخيم بلاطة بنابلس شمال الضفة الغربية. ساهم في تأسيس كتائب شهداء الأقصى وشارك في أعمال المقاومة الفلسطينية.

## حياته وتعليمه
ولد ياسر البدوي 1 يناير 1972 في مخيم بلاطة لللاجئين، لعائلة فلسطينية لجأت من العباسية التي احتلتها إسرائيل عام 1948 وهجروا سكانها. درس الإبتدائية والاعدادية في مدارس وكالة غوث اللاجئين ثم التحق بجامعة النجاح الوطنية وانضم إلى صفوف المقاومة عام 1985، وكان قد اعتقل عدة مرات.

## حياة المطاردة
طورد «ياسر البدوي» مع مجموعات الفهد الأسود التابعة لحركة فتح من قبل الاحتلال الإسرائيلي، وكان مع ناصر عويص وماجد إسماعيل المصري مجموعة المطلوبين في حصار جامعة النجاح الوطنية، في 17 يوليو 1992، الذي انتهى بصفقة إبعادهم إلى الأردن.
حصل على شهادة الثانوية العامة في بغداد أثناء فترة إبعاده، تلقى عدة دورات عسكرية في بغداد، عاد إلى أرض الوطن عام 1995م وعمل في صفوف جهاز الأمن الوقائي لمدة عام برتبة ضابط. التحق بجامعة النجاح الوطنية ودرس لمدة سنتين في كلية الآداب في الجامعة، ترك الدراسة وتفرغ للعمل النضالي أثناء انتفاضة الأقصى.
كان على رأس قائمة أبرز المطلوبين لدى أجهزة المخابرات الصهيونية لدوره البارز في انتفاضة الأقصى.
مع اندلاع الانتفاضة في العام 2000 ساهم في تأسيس تنظيم كتائب شهداء الأقصى التابعة لحركة فتح في مخيم بلاطة مع ناشطين آخرين، منهم ماجد إسماعيل المصري وناصر عويص وحكم أبو عيشة، وشاركوا في عدة اشتباكات مسلحة داخل المخيم وخارجه، أهمّها اشتباكات حصلت على مقربة من النقطة العسكرية الموجودة على جبل الطور واشتباكٌ آخر على شارع القدس، ومعركة قبر يوسف.

## اغتياله
استشهد القائد «ياسر البدوي» بتاريخ 20 أغسطس 2001م، متأثرًا بجروحه التي أصيب بها بتاريخ 16 أغسطس 2001؛ وذلك إثر انفجار لغمٍ أصابته بشظايا في الوجه استقرت إحداها في دماغه.